# بلاك ثوت
طارق لقمان تراتر(مواليد 3 أكتوبر 1971), المعروف بلقب بلاك ثوت(الفكرة السوداء) و هوة مغني راب وممثل والمغني الرئيسي في فرقة ذا روتس مقرها في ولاية فيلادلفيا, الذي شاركة في تأسيسها مع طبال كويست لوف(أمير تومبسن). وهوة واحد من امهر مغني الراب في عصره, يحظى باحترام كبير لمهارته في العروض الحية والقافية ولكلماته المدركة. مع ذا روتس هوة مغني ومغني راب في برنامج الليلة بطولة جيمي فالون, عادتا ما يلعب الألعاب مع جيمي فالون وضيوفه.

## نشأته وحياته
ولد طارق لقمان تراتر الملقب بلاك ثوت لكل من تومس و كاساندرا تراتر, وهم اعضاء في حركة أمة الإسلام . قتل والده عندما كان عمره سنة واحدة, و قتلت والدته و هوة في المدرسة الثانوية. لقد باع كراك (كوكايين) لفترة قصيرة , ثم أرسل للعيش مع عائلته في ديترويت لبعض الاشهر. التحق مدرسة فيلادلفيا الثانوية للفنون الإبداعية والمسرحية وايضا جامعة ميلرسفيل في بنسلفانيا حيث درس الصحافة . في 1987 أصبح صديق الطبال كويست لوف و كلاهما شكلا ثنائي يئدون العروض في شوارع فيلادلفيا و عروض المهارات, بعد ذلك قضى بعض الوقت كواحد من اثنين في مجموعة تسمى ذا سكوير روتس, الشخص الثاني كان مالك بي, اللتقى طارق به في الكلية. في المدرسة الثانوية اصبح بلاك ثوت مهتم في دروس عن أمة الخمسة في المئة.